# Banky Foiben’i Madagasikara

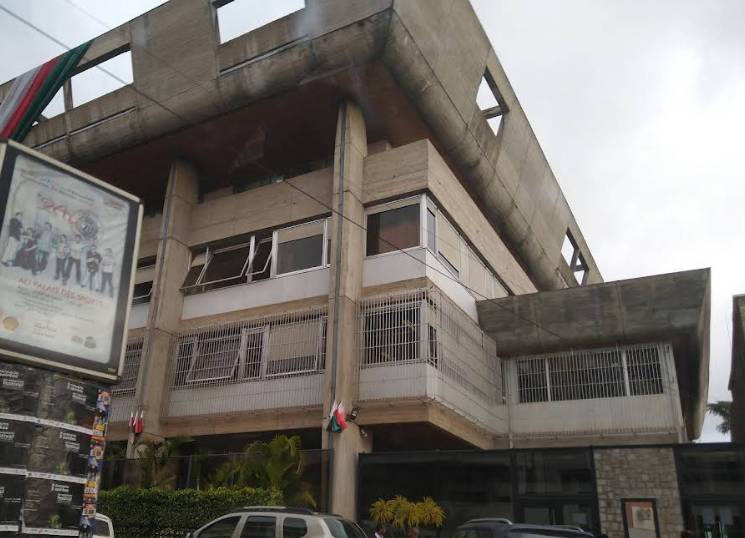
Hauptsitz der Banky Foiben’i Madagasikara (2025)

Die Banque Centrale de Madagascar (BCM), Malagasi: Banky Foiben’i Madagasikara, ist die Zentralbank von Madagaskar. Der Hauptsitz der Bank befindet sich in Antananarivo. Zu den Aufgaben der BCM gehört die Emission des Ariary, die Aufrechterhaltung der Währungsstabilität und die Verwaltung der Gold- und Devisenreserven des Landes.

## Geschichte
Die Banque Centrale de Madagascar hat ihren Ursprung in der Banque de Madagascar, die ab 1925 den CFA-Franc für Madagaskar und die Komoren als Währung Madagaskars ausgab. 1945, nach der Gründung des Territoriums der Komoren, wurde die Banque de Madagascar et des Comores (heute Banque Centrale de Comores) gegründet.
Nach der Unabhängigkeit Madagaskars von Frankreich im Jahr 1960 begann Madagaskar mit der Ausgabe des Franc Malagasy (MGF), da die Währungen der Komoren und Madagaskars getrennt wurden.
1973 verließ Madagaskar die CFA-Franc-Zone und der Franc Malagasy wurde von den Behörden des CFA-Franc-Zone Afrika für nicht konvertierbar erklärt. Madagaskars Münzen und Banknoten wurden dann vom madagassischen Institut d’Émission ausgegeben, bis 1973 die Banque Centrale de Madagascar gegründet wurde. Seit 2005 ist die madagassische Ariary (MGA), herausgegeben von der Banque Centrale de Madagascar, die Landeswährung.